# 広岡宇一郎
広岡 宇一郎（ひろおか ういちろう、慶応3年7月8日（1867年8月7日） - 昭和16年（1941年）4月8日）は、日本の衆議院議員（立憲政友会→政友本党→立憲政友会）、弁護士。

## 経歴
淡路国三原郡市村（現在の兵庫県南あわじ市）生まれ。藤九郎の長男。
22歳の時、自由党に入り、機関紙の記者となった。新聞紙条例や集会条例違反のかどで弾圧を受け、6回にわたって拘束された。1891年（明治24年）、明石町で官民の対立が起きると、5千人の民衆を率いて6百名の巡査と衝突し、兇徒嘯集罪で1年2ヶ月の間獄中にあった。
その後東京に出て、自由党の活動に従事しつつ、日本法律学校（現在の日本大学）で学んだ。卒業後に弁護士試験に合格し、東京で弁護士を開業した。
1915年（大正4年）、第12回衆議院議員総選挙に立憲政友会から出馬し、当選した。政友会の幹事長を務め、1921年（大正10年）には、普通選挙を唱えていた憲政会総裁加藤高明が、普通選挙に反対していた船成金内田信也から献金を受けていた事実を追及している（珍品五個事件）。
1924年（大正13年）に政友会が分裂すると政友本党に属したが、1927年（昭和2年）に憲政会との合同に反対して、政友会に復帰した。
復帰後は、田中義一内閣で逓信政務次官を務めた。